# CIHF-DT
CIHF-DT (anciennement et communément connu sous le nom de Global Maritimes) est une station de télévision néo-écossaise située à Halifax, appartenant à Corus Entertainment et faisant partie du réseau Global.
CIHF produit un bulletin de nouvelles à Halifax (Nouvelle-Écosse) sur Global Halifax ainsi qu'un autre à Saint-Jean (Nouveau-Brunswick) sur Global New Brunswick qui est aussi diffusé à Charlottetown (Île-du-Prince-Édouard) via un ré-émetteur.

## Histoire

Ancien logo sous le nom de Global Maritimes

Après avoir obtenu quatre licences de diffusion à Halifax, Saint-Jean (Nouveau-Brunswick), Fredericton et Moncton en janvier 1987, CIHF est entré en ondes le 5 septembre 1988 en tant que station indépendante sous le nom de MITV. Elle possède aussi un centre d'opérations à Halifax et produit un bulletin de nouvelles indépendant dans les deux provinces et diffusait alors des séries américaines. Éprouvant des problèmes budgétaires importants, CIHF a été vendu à Canwest le 29 août 1994. Après avoir rendu la station profitable financièrement, CIHF rejoint le réseau Global en 1997.
Dù aux différences de fuseau horaire dans les provinces de l'Atlantique, et dans le but de maximiser la substitution de canal de CIHF sur les réseaux américains sur le câble et de ne pas diffuser le bulletin de nouvelles de fin de soirée trop tard, la programmation réseau sur CIHF diffère de celle du reste réseau Global. Par exemple, l'émission préenregistrée programmée à 22 h à Toronto est habituellement diffusée en début de soirée à 19 h (heure de Toronto), sauf bien entendu les émissions spéciales en direct.
Le 28 janvier 2013, Global Maritimes a lancé une émission matinale présenté par Crystal Garrett, Paul Brothers, et Jill Chappell.
Le 15 avril 2013, Global News sépare les deux stations en Global Halifax et Global New Brunswick dont le bulletin de nouvelles de 23 h au Nouveau Brunswick sera différent de celui d'Halifax.
Depuis le 1er avril 2016, Shaw Media appartient désormais à Corus Entertainment.

## Télévision numérique terrestre et haute définition
| Chaîne | Format | Aspect | Programmation                             |
| ------ | ------ | ------ | ----------------------------------------- |
| x.1    | 1080i  | 16:9   | Programmation principale CIHF / Global HD |

CIHF possède 17 antennes. Les antennes situées à Halifax, Saint John, Fredericton et Moncton ont cessé leur diffusion en analogique avant le 31 août 2011 et sont passés au numérique. Les autres antennes devaient passer au numérique d'ici 2016, mais sont restés en mode analogique.

## Antennes
Liste des ré-émetteurs de CIHF Halifax.
Liste des ré-émetteurs de CHNB Saint John.